# Pandava (genre)
Pour les articles homonymes, voir Pandava.
Genre
Pandava est un genre d'araignées aranéomorphes de la famille des Titanoecidae.

## Distribution
Les espèces de ce genre se rencontrent en Asie du Sud, en Asie de l'Est, en Asie du Sud-Est, en Afrique de l'Est et en Océanie.

## Liste des espèces
Selon World Spider Catalog (version 23.5, 08/09/2022) :
- Pandava andhraca (Patel & Reddy, 1990)
- Pandava aruni Bodkhe, Uniyal, Kamble, Manthen, Santape & Chikhale, 2017
- Pandava banna Lin & Li, 2022
- Pandava ganesha Almeida-Silva, Griswold & Brescovit, 2010
- Pandava ganga Almeida-Silva, Griswold & Brescovit, 2010
- Pandava hunanensis Yin & Bao, 2001
- Pandava kama Almeida-Silva, Griswold & Brescovit, 2010
- Pandava laminata (Thorell, 1878)
- Pandava nathabhaii (Patel & Patel, 1975)
- Pandava sarasvati Almeida-Silva, Griswold & Brescovit, 2010
- Pandava shiva Almeida-Silva, Griswold & Brescovit, 2010

## Systématique et taxinomie
Ce genre a été décrit par Lehtinen en 1967 dans les Titanoecidae.

## Publication originale
- Lehtinen, 1967 : « Classification of the cribellate spiders and some allied families, with notes on the evolution of the suborder Araneomorpha. » Annales Zoologici Fennici, vol. 4, p. 199-468.